# Wide Field Infrared Explorer
Wide Field Infrared Explorer (WIRE), auch Explorer 75, war ein an technischen Problemen gescheitertes Weltraum-Infrarotteleskop der NASA.
WIRE verfügte über ein mit festem Wasserstoff auf unter 14 Kelvin gekühltes 30-cm-Teleskop. Wissenschaftliches Instrument war eine Kamera für Wellenlängen von 12 und 25 µm. WIRE sollte unter anderem zehntausende Infrarotgalaxien bei hoher Rotverschiebung entdecken und damit zum Verständnis der Entwicklung von Galaxien beitragen.
Der Start des Trägerflugzeugs L-1011 erfolgte von der Vandenberg Air Force Base. In der Point Arguello Western Air Drop Zone über dem Pazifik wurde die Pegasus-Rakete abgeworfen, die WIRE erfolgreich in eine niedrige Erdumlaufbahn brachte. Durch zu frühes Absprengen der Instrumentabdeckung geriet der Satellit zeitweise außer Kontrolle und verbrauchte innerhalb weniger Tage das Kühlmittel. WIRE konnte damit seine ursprünglichen Aufgaben nicht erfüllen.
Mit dem eigentlich nur zur Nachführung des Teleskops vorgesehenen Sternsensor wurden dennoch Ergebnisse erzielt. Durch Suche nach geringen Helligkeitsschwankungen in langen Beobachtungen von Sternen konnten nach den Methoden der Asteroseismologie Strukturparameter dieser Sterne bestimmt werden. WIRE trat am 10. Mai 2011 in die Erdatmosphäre ein und verglühte.